# Сычёв, Михаил Савельевич
Михаил Савельевич Сычёв (1827—1905) — русский купец, предприниматель и благотворитель, бийский городской голова в 1895—1903 годах.

## Биография
Родился в 1827 году, происходил из помещичьих крестьян Сычёвых европейской части Российской империи.
Был купцом 2-й гильдии города Бийска. Стал миллионером, торгуя мануфактурными, галантерейными и другими товарами в городе и его округе; также занимался скупкой сельскохозяйственного сырья, шерсти и пушнины. В Бийске у него был крупный мануфактурно-галантерейный магазин и магазин железоскобяных изделий. К 1905 году годовой оборот Сычёва достиг почти 280 тыс. рублей, недвижимость оценивалась в 120 тыс. рублей, капитал составлял 1375,5 тыс. рублей, процентные бумаги — 639,2 тыс. рублей.
Наряду с производственной, Михаил Сычёв занимался и общественной деятельностью: в 1870-х годах избирался заседателем Бийского окружного суда, председателем оценочной комиссии по налогу с недвижимого имущества. С 1870 года постоянно избирался гласным Бийской городской  думы, с 1895 года два срока подряд был Бийским городским головой. В числе его благотворительных дел: почетный смотритель Форштадтского и Покровского приходских училищ в Бийске, попечитель Буланихинского сельского училища, председатель попечительского совета женской прогимназии, почетный смотритель городского Пушкинского училища, на содержание которого выделял  денежные средства. Сычёв построил здание Форштадтского училища и Успенской церковно-приходской школы. Во время русско-японской войны 1904—1905 годов оборудовал вагон-склад для российского  общества Красного креста, пожертвовал средства на укрепление флота и на пособия солдатским женам. Состоял действительным членом православного Палестинского общества, много лет подряд избирался старостой Успенского собора в Бийске, на строительство которого пожертвовал более 5 тысяч рублей. Также делал пожертвования на постройку других храмов в Бийске и Томске. 
В 1878 году Сычёв приобрел у города участок земли для строительства особняка, которое началось в 1880 году. Михаил Савельевич хотел успеть закончить трёхэтажный дом к рождению младшего сына Михаила, но окончательное строительство завершилось только после смерти Сычёва. Весь первый этаж занимал магазин и контора, на втором и третьем находились жилые комнаты.
Умер в 1905 году.
За свою общественную и благотворительную деятельность М. С. Сычёв удостоен грамоты Святейшего Синода. В 1868 году, во время проезда через Бийск великого князя Владимира Александровича, ему был пожалован «серебряный вызолоченный столовый прибор с вензелем Его Императорского Высочества». Был награждён медалями «За усердие» на Станиславской и Анненской лентах, а также орденами Св. Станислава 2-й степени, Св. Анны 2-й и 3-й степеней и Св. Владимира 4-й степени. После Октябрьской революции эмигрировал из страны[уточнить].

### Семья
Михаил Савельевич Сычёв был дважды женат. Дети от первого брака с Акилиной Фёдоровной были сыновья: Алексей (род. 1848) — стал купцом; Александр (род. 1854) — работал с отцом, был лишён наследства из-за ссоры с ним. Во втором браке с гораздо более молодой женой был сын Михаил (род. 1892), ставший наследником состояния М. С. Сычёва. Являясь обладателем миллионного капитала, жил на широкую ногу, активной предпринимательской деятельностью не занимался, стал известен своими скандальными похождениями, получив прозвище «Дуропляс».
Внук М. С Сычёва — Николай Алексеевич (род. 1877) — стал купцом 2-й гильдии, после смерти деда получил некоторую часть наследства, занимался торговлей. В 1908 году вместе с горным инженером Б. Н. Ковачевым учредил в Бийске товарищество, имеющее литейно-механическую мастерскую.